# 施密特曼山
76°34′S 161°0′E / 76.567°S 161.000°E
施密特曼山（Mount Schmidtman），是南極洲的山峰，位於維多利亞地的斯科特海岸，處於納布山以北的東風嶺東北端，現時由南極條約體系管理。